# Zamach na ambasadę Iranu w Bejrucie
Zamach na ambasadę Iranu w Bejrucie miał miejsce 19 listopada 2013 i był przeprowadzony przez sunnickich terrorystów powiązanych z Al-Ka’idą i syryjskimi rebeliantami. Irańczycy wraz z libańskim Hezbollahem wspierają reżim Asadów w syryjskiej wojnie domowej.

## Szczegóły zamachu
19 listopada 2013 dwa wybuchy wstrząsnęły ambasadą Iranu, która znajduje się w południowej dzielnicy Bejrutu Al-Dżanah. Pierwszy wybuch nastąpił po tym jak zamachowiec-samobójca podszedł do zewnętrznego muru ambasady i wysadził się w powietrze. Następnie eksplodował samochód zaparkowany w pobliżu placówki dyplomatycznej. W ataku zginęły 23 osoby (w tym irański attaché kulturalny Ebrahim Ansari), a 146 zostało rannych. Eksplozje poważnie uszkodziły kilka budynków, jednak silnie ufortyfikowany, trzykondygnacyjny budynek irańskiej ambasady został zniszczony w stosunkowo niewielkim stopniu.
Do ataku przyznała się sunnicka grupa o nazwie Brygady Abd Allaha Azzama, która w przeszłości przypisywała sobie odpowiedzialność za ataki na Izrael (m.in. zamach w Szarm el-Szejk z 23 lipca 2005).
Libańskie siły bezpieczeństwa zidentyfikowały zamachowców jako Libańczyka i Palestyńczyka, powiązanych z salafickim duchownym Ahmadem al-Asirem.